# ستيف بلانشارد
ستيف بلانشارد (بالإنجليزية: Steve Blanchard)‏ هو ممثل أمريكي، ولد في 4 ديسمبر 1958 في الولايات المتحدة.

## وصلات خارجية
- ستيف بلانشارد على موقع IMDb (الإنجليزية)
- ستيف بلانشارد على موقع قاعدة بيانات برودواي على الإنترنت (الإنجليزية)
- ستيف بلانشارد على موقع قاعدة بيانات برودواي على الإنترنت (الإنجليزية)
- ستيف بلانشارد على موقع قاعدة بيانات الفيلم (الإنجليزية)